# Soune Soungole
Soune Daniel Soungole (* 26. února 1995) je fotbalista a mládežnický reprezentant Pobřeží slonoviny, který hraje na postu defenzivního záložníka. V současnosti je hráčem českého klubu FK Teplice.

## Klubová kariéra
Z juniorky Liberce odešel v srpnu 2014 na půlroční hostování do slovenského klubu FC Spartak Trnava. Ve druhé polovině září 2014 si ho Liberec kvůli zranění některých svých hráčů stáhl zpět. Soungole debutoval v 1. české lize 28. září 2014 v utkání proti FK Mladá Boleslav (remíza 0:0), kde nastoupil v základní sestavě a hrál do 82. minuty. Se Slovanem Liberec podstoupil v sezóně 2014/15 boje o záchranu v 1. české lize, ta se zdařila. S týmem navíc vybojoval triumf v českém poháru.
V únoru 2016 odešel na půlroční hostování s opcí na přestup do FK Teplice, opačným směrem zamířil Radim Breite. Do Teplic si jej vyžádal kouč David Vavruška, který jej vedl dříve ve Slovanu Liberec.

## Reprezentační kariéra
Soungole prošel juniorskou reprezentací Pobřeží slonoviny do 17 let, se kterou se zúčastnil Mistrovství světa hráčů do 17 let 2011 v Mexiku, kde jeho tým vypadl v osmifinále po porážce 2:3 s Francií.